# Roitham am Traunfall
Roitham am Traunfall osztrák község Felső-Ausztria Gmundeni járásában. 2018 januárjában 2001 lakosa volt.

## Elhelyezkedése

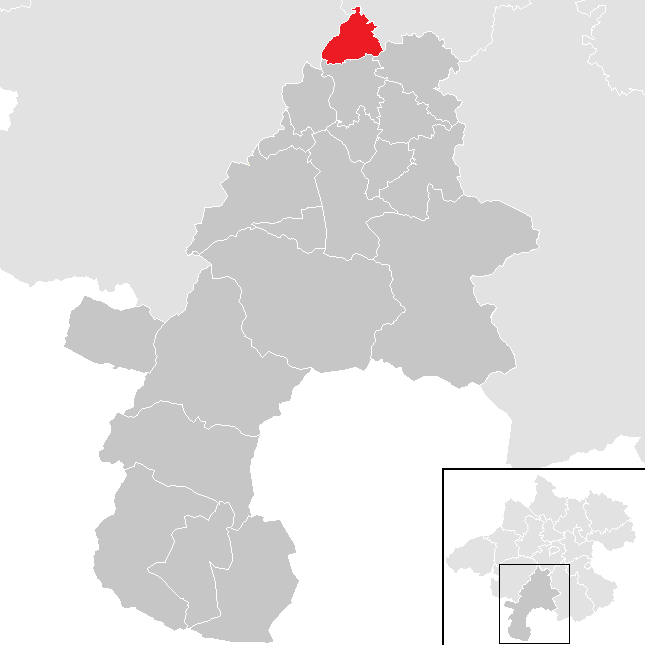
Roitham am Traunfall a Gmundeni járásban

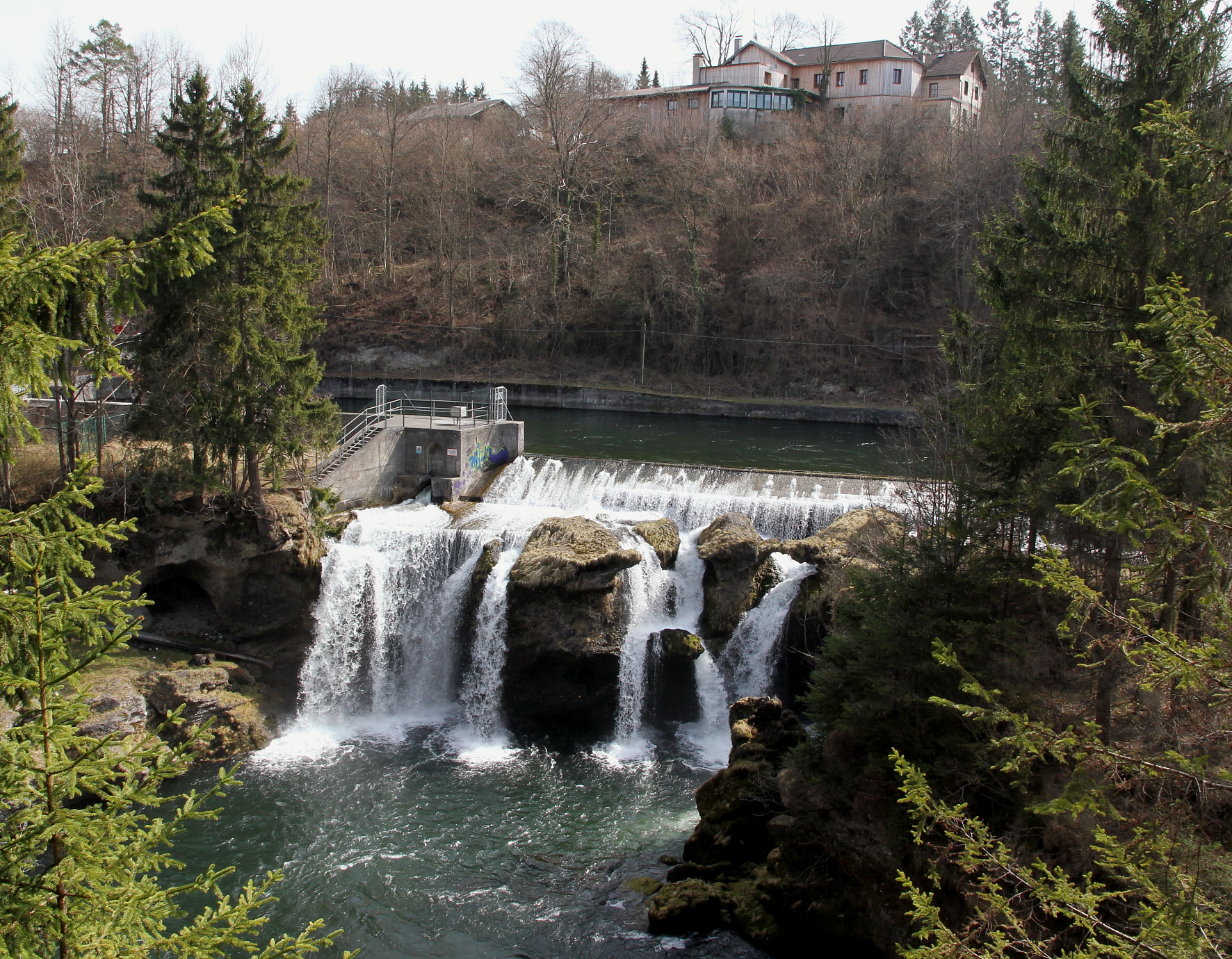
A Traun vízesése

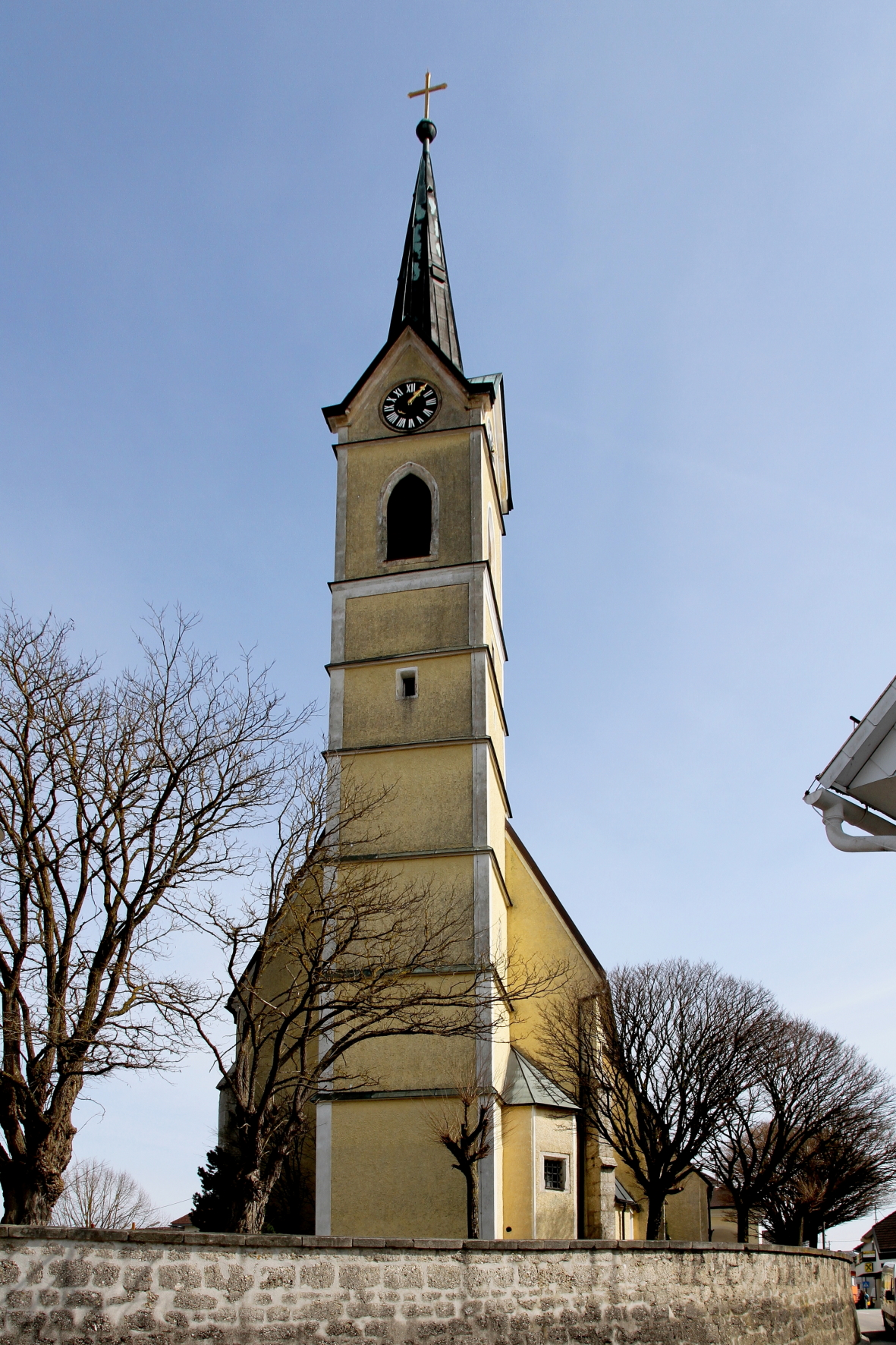
A Szt. Jakab-plébániatemplom

Roitham am Traunfall Felső-Ausztria Traunviertel régiójában fekszik a Traun folyó jobb partján, a folyó vízesésénél. Területének 20,5%-a erdő, 69,5% áll mezőgazdasági művelés alatt. Az önkormányzat 27 falut és településrészt egyesít: Altmanning (37 lakos 2018-ban), Au (40), Auholz (5), Außerpühret (100), Außerroh (31), Bichlbauer (7), Bühl (15), Deising (58), Edt (11), Edtmayer (7), Hötzelsdorf (4), Innerroh (28), Kemating (130), Kirnbach (35), Lebl-Roith (15), Magling (18), Mitterbuch (34), Nöstling (12), Oberbuch (82), Palmsdorf (76), Roitham (1017), Sandgasse (26), Stötten (81), Unterpühret (30), Vornbuch (29), Wangham (55) és Watzing (18).
A környező önkormányzatok: délkeletre Vorchdorf, délre Laakirchen, nyugatra Desselbrunn, északnyugatra Rüstorf, északra Stadl-Paura, északkeletre Bad Wimsbach-Neydharting. 

## Története
Vorchdorf területe eredetileg a Bajor Hercegség keleti határvidékén feküdt, a 12. században került át Ausztriához. Az Osztrák Hercegség 1490-es felosztásakor az Enns fölötti Ausztria része lett. Temploma 1530-a körül épült késő gótikus stílusban. 
A napóleoni háborúk során több alkalommal megszállták.
A köztársaság 1918-as megalakulásakor a községet Felső-Ausztria tartományhoz sorolták. Miután Ausztria 1938-ban csatlakozott a Német Birodalomhoz, az Oberdonaui gau része lett; a második világháború után visszakerült Felső-Ausztriához. 2016-ban nevét az addigi Roithamról Roitham am Traunfall-ra változtatták.  

## Lakosság
A Roitham am Traunfall-i önkormányzat területén 2018 januárjában 2001 fő élt. A lakosságszám 1939 óta kisebb stagnálásokkal, de gyarapodó tendenciát mutat. 2016-ban a helybeliek 95,1%-a volt osztrák állampolgár; a külföldiek közül 1,2% a régi (2004 előtti), 2,2% az új EU-tagállamokból érkezett. 1,1% a volt Jugoszlávia (Szlovénia és Horvátország nélkül) vagy Törökország, 0,5% egyéb országok polgára. 2001-ben a lakosok 89,8%-a római katolikusnak, 1,8% evangélikusnak, 3,2% mohamedánnak, 3,9% pedig felekezeten kívülinek vallotta magát. Ugyanekkor 5 magyar élt a községben. A legnagyobb nemzetiségi csoportokat a német (96,9%) mellett a szerbek és a horvátok alkották 1-1%-kal. 

## Látnivalók
- a Traun vízesése
- a Szt. Jakab-plébániatemplom
- a magántulajdonban lévő Au an der Traun-kastély
- az 1923-ban épült Siebenbrunn-erőmű ipartörténeti műemlék

## Fordítás
- Ez a szócikk részben vagy egészben  a   Roitham am Traunfall című német Wikipédia-szócikk ezen változatának fordításán alapul.  Az eredeti cikk szerkesztőit annak laptörténete sorolja fel. Ez a jelzés csupán a megfogalmazás eredetét és a szerzői jogokat jelzi, nem szolgál a cikkben szereplő információk forrásmegjelöléseként.